# Liste des fortifications allemandes du mur de l'Atlantique

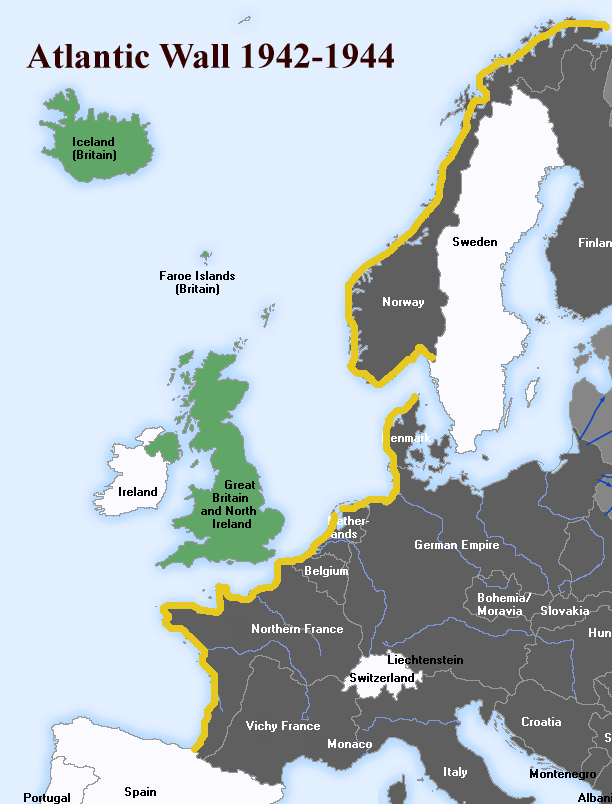
Illustration du mur de l'Atlantique (tracé jaune).

Le mur de l'Atlantique comptait de nombreuses fortifications conçus par les allemands, détaillées dans cet article. Elle est listée par pays du Nord au Sud.